# Rhododendron denudatum
Rhododendron denudatum är en ljungväxtart som beskrevs av H. Lév. Rhododendron denudatum ingår i släktet rododendron, och familjen ljungväxter. Utöver nominatformen finns också underarten R. d. glabriovarium.